# Villanueva del Ariscal
Villanueva del Ariscal – gmina w Hiszpanii, w prowincji Sewilla, w Andaluzji, o powierzchni 4,7 km². W 2011 roku gmina liczyła 6159 mieszkańców.